# China Shenhua Energy
China Shenhua Energy (en mandarin: 中国神华能源公司) est la plus grande entreprise charbonnière de Chine et la quatrième au monde de par son chiffre d'affaires en 2015. Elle est une filiale de Shenhua group. China Shenhua Energy possède des mines de charbon, des infrastructures nécessaire pour son transport, ainsi que des centrales thermiques. China Shenhua Energy est coté à la bourse de Hong Kong et de Shanghai sur l'indice Hang Seng et SSE Composite Index.